# Лукас Торрейра
Лу́кас Себастья́н Торре́йра ді Па́скуа (ісп. Lucas Sebastián Torreira Di Pascua; нар. 11 лютого 1996, Фрай-Бентос) — уругвайський футболіст, опорний півзахисник турецького «Галатасарая» та збірної Уругваю.

## Клубна кар'єра
Народився 11 лютого 1996 року в місті Фрай-Бентос. Вихованець молодіжної команди футбольного клубу «Монтевідео Вондерерс».
Влітку 2014 року перебрався до Італії, ставши гравцем друголігової «Пескари». Починав грати за молодіжну команду клубу, проте вже у першому ж сезоні провів п'ять матчів за його основну команду. З наступного сезону молодий уругваєць вже був основним гравцем середини поля пескарської команди, захищаючи його кольори на умовах оренди з «Сампдорії», яка викупила права на гравця за 1,5 мільйони євро влітку 2015 року.
Приєднався ж до команди «Сампдорії» 2016 року і в новій команді відразу став регулярним гравцем основного складу.
10 липня 2018 року гравця за приблизно 26 млн фунтів стерлінгів придбав «Арсенал».
В жовтні 2020 на правах оренди став гравцем мадридського «Атлетіко». У складі клубу став чемпіоном Іспанії.
25 серпня 2021 року був відданий в оренду до італійської «Фіорентіни». Був серед основних гравців команди, взявши за сезон участь у 31 грі Серії A.
Влітку 2022 року за орієнтовні 6 мільйонів євро перейшов до турецького «Галатасарая», з яким уклав чотирирічний контракт.

## Виступи за збірні
2013 року дебютував у складі юнацької збірної Уругваю, взяв участь у 2 іграх на юнацькому рівні.
Наприкінці березня 2018 року дебютував в офіційних матчах у складі національної збірної Уругваю, провівши дві товариські гри. А вже 2 червня того ж року був включений до заявки збірної для участі чемпіонаті світу 2018 у Росії, де взяв участь у всіх іграх уругвайців на турнірі, який вони завершили на рівні чвертьфіналів.
| Дата       | Місто               | Господарі      | Результат          | Гості             | Турнір                          | Голи | Примітки |
| ---------- | ------------------- | -------------- | ------------------ | ----------------- | ------------------------------- | ---- | -------- |
| 23-3-2018  | Наньнін             | Уругвай        | 2 – 0              | Чехія             | товариський матч                | -    | 68'      |
| 26-3-2018  | Наньнін             | Уругвай        | 1 – 0              | Уельс             | товариський матч                | -    | 70'      |
| 8-6-2018   | Монтевідео          | Уругвай        | 3 – 0              | Узбекистан        | товариський матч                | -    | 59'      |
| 15-6-2018  | Єкатеринбург        | Єгипет         | 0 – 1              | Уругвай           | ЧС 2018 - 1-й етап              | -    | 88'      |
| 20-6-2018  | Ростов-на-Дону      | Уругвай        | 1 – 0              | Саудівська Аравія | ЧС 2018 - 1-й етап              | -    | 59'      |
| 25-6-2018  | Самара              | Уругвай        | 3 – 0              | Росія             | ЧС 2018 - 1-й етап              | -    |          |
| 30-6-2018  | Сочі                | Уругвай        | 2 – 1              | Португалія        | ЧС 2018 - 1/8 фіналу            | -    |          |
| 6-7-2018   | Нижній Новгород     | Уругвай        | 0 – 2              | Франція           | ЧС 2018 - чвертьфінал           | -    |          |
| 7-9-2018   | Лос-Анджелес        | Уругвай        | 1 – 4              | США               | товариський матч                | -    | 46'      |
| 12-10-2018 | Сеул                | Південна Корея | 2 – 1              | Уругвай           | товариський матч                | -    |          |
| 16-10-2018 | Сайтама             | Японія         | 4 – 3              | Уругвай           | товариський матч                | -    | 74'      |
| 16-11-2018 | Лондон              | Бразилія       | 1 – 0              | Уругвай           | товариський матч                | -    | 24'      |
| 20-11-2018 | Сен-Дені            | Франція        | 1 – 0              | Уругвай           | товариський матч                | -    | 74'      |
| 22-3-2019  | Наньнін             | Уругвай        | 3 – 0              | Узбекистан        | товариський матч                | -    | 70'      |
| 25-3-2019  | Наньнін             | Таїланд        | 0 – 4              | Уругвай           | товариський матч                | -    | 46'      |
| 7-6-2019   | Монтевідео          | Уругвай        | 3 – 0              | Панама            | товариський матч                | -    | 56'      |
| 16-6-2019  | Белу-Оризонті       | Уругвай        | 4 – 0              | Еквадор           | Копа Америка 2019 - 1-й етап    | -    |          |
| 20-6-2019  | Порту-Алегрі        | Уругвай        | 2 – 2              | Японія            | Копа Америка 2019 - 1-й етап    | -    |          |
| 29-6-2019  | Салвадор (Бразилія) | Уругвай        | 0 – 0 (4 – 5 п.п.) | Перу              | Копа Америка 2019 - чвертьфінал | -    | 57'      |
| 7-9-2019   | Сан-Хосе            | Коста-Рика     | 1 – 2              | Уругвай           | товариський матч                | -    | 45'      |
| 12-10-2019 | Монтевідео          | Уругвай        | 1 – 0              | Перу              | товариський матч                | -    |          |
| 15-11-2019 | Будапешт            | Угорщина       | 1 – 2              | Уругвай           | товариський матч                | -    | 68'      |
| 18-11-2019 | Тель-Авів           | Аргентина      | 2 – 2              | Уругвай           | товариський матч                | -    |          |
| 13-10-2020 | Кіто                | Еквадор        | 4 – 2              | Уругвай           | Відбір до ЧС 2022               | -    | 77'      |
| 13-11-2020 | Барранкілья         | Колумбія       | 0 – 3              | Уругвай           | Відбір до ЧС 2022               | -    |          |
| 17-11-2020 | Монтевідео          | Уругвай        | 0 – 2              | Бразилія          | Відбір до ЧС 2022               | -    | 60'      |
| 3-6-2021   | Монтевідео          | Уругвай        | 0 – 0              | Парагвай          | Відбір до ЧС 2022               | -    | 58'      |
| 8-6-2021   | Каракас             | Венесуела      | 0 – 0              | Уругвай           | Відбір до ЧС 2022               | -    | 75'      |
| 18-6-2021  | Бразиліа            | Аргентина      | 1 – 0              | Уругвай           | Копа Америка 2021 - 1-й етап    | -    | 65'      |
| 21-6-2021  | Куяба               | Уругвай        | 1 – 1              | Чилі              | Копа Америка 2021 - 1-й етап    | -    | 81'      |
| 28-6-2021  | Ріо-де-Жанейро      | Уругвай        | 1 – 0              | Парагвай          | Копа Америка 2021 - 1-й етап    | -    | 76'      |
| 10-10-2021 | Буенос-Айрес        | Аргентина      | 3 – 0              | Уругвай           | Відбір до ЧС 2022               | -    | 75'      |
| 14-10-2021 | Манаус              | Бразилія       | 4 – 1              | Уругвай           | Відбір до ЧС 2022               | -    | 46'      |
| 12-11-2021 | Монтевідео          | Уругвай        | 0 – 1              | Аргентина         | Відбір до ЧС 2022               | -    |          |
| 16-11-2021 | Ла-Пас              | Болівія        | 3 – 0              | Уругвай           | Відбір до ЧС 2022               | -    |          |
| 24-3-2022  | Монтевідео          | Уругвай        | 1 – 0              | Перу              | Відбір до ЧС 2022               | -    | 76'      |
| 29-3-2022  | Сантьяго            | Чилі           | 0 – 2              | Уругвай           | Відбір до ЧС 2022               | -    | 74'      |
| 2-6-2022   | Глендейл            | Мексика        | 0 – 3              | Уругвай           | товариський матч                | -    | 67' 73'  |
| 11-6-2022  | Монтевідео          | Уругвай        | 5 – 0              | Панама            | товариський матч                | -    | 62'      |
| Усього     |                     | Матчів         | 39                 |                   | Голів                           | 0    |          |

## Титули і досягнення
- Володар Кубка Англії (1):

«Арсенал»: 2019-20
- Володар Суперкубка Англії (1):

«Арсенал»: 2020
- Чемпіон Іспанії (1):

«Атлетіко Мадрид»: 2020-21
- Чемпіон Туреччини (3):

«Галатасарай»: 2022-23, 2023-24, 2024-25
- Володар Суперкубка Туреччини (1):

«Галатасарай»: 2023
- Володар Кубка Туреччини (1):

«Галатасарай»: 2024-25